# Dianthus sternbergii
Dianthus sternbergii là loài thực vật có hoa thuộc họ Cẩm chướng. Loài này được Sieber ex Capelli mô tả khoa học đầu tiên năm 1821.